# Marion Lüttge
Marion Lüttge (dekliški priimek Gräfe), nemška atletinja, * 25. november 1941, Leipzig, Nemčija.
Ni nastopila na poletnih olimpijskih igrah. Na evropskih prvenstvih je leta 1966 osvojila naslov prvakinje v metu kopja. Trikrat je postala vzhodnonemška prvakinje v tej disciplini.